# Morancez
Morancez é uma comuna francesa na região administrativa do Centro, no departamento Eure-et-Loir. Estende-se por uma área de 7,14 km². Em 2010 a comuna tinha 1 945 habitantes (densidade: 272,4 hab./km²).